# Resolutie 893 Veiligheidsraad Verenigde Naties
Resolutie 893 van de Veiligheidsraad van de Verenigde Naties werd op 6 januari 1994 unaniem aangenomen, als eerste VN-Veiligheidsraadsresolutie van dat jaar. De Veiligheidsraad stemde in met het voorstel van secretaris-generaal Boutros Boutros-Ghali over de inzet van de UNAMIR-vredesmacht in Rwanda en de inzet van een tweede bataljon in de gedemilitariseerde zone in het noorden van Rwanda.

## Achtergrond
Al tijdens het Belgische koloniale tijdperk was er geweld tussen de Hutu- en de Tutsi-bevolkingsgroepen in Rwanda. Desondanks bleef die laatste, die in de minderheid was, de macht uitdragen. Na de onafhankelijkheid bleef het etnische conflict aanslepen tot in 1978 de Hutu's aan de macht verkozen werden. Tijdens deze rustige periode mochten Tutsi-vluchtelingen niet naar Rwanda terugkeren en in de jaren 1980 kwam het opnieuw tot geweld. In 1990 vielen Tutsi-milities van het FPR met Oegandese steun Rwanda binnen. Met westerse steun werden zij echter verdreven. 
Toch werden hierna vredesgesprekken aangeknoopt. Die leidden in 1993 tot het Vredesakkoord van Arusha, dat in een overgangsperiode van 22 maanden en een internationale vredesmacht voorzag. Die vredesmacht, UNAMIR, werd met resolutie 872 opgericht en zou in vijf sectoren opereren. Aan de grens met Oeganda in het noorden, bevonden zich de FPR-strijders. Daaromheen kwam een gedemilitariseerde zone (DMZ). De hoofdstad Kigali werd een wapenvrije zone, waar militairen hun wapens niet mochten dragen.
In elke sector zouden militaire waarnemers worden geplaatst om toe te zien op de naleving van de gemaakte afspraken inzake troepen en wapens. De UNOMUR-waarnemingsmissie aan de grens in Oeganda werd geïntegreerd. Twee pelotons van de OAE-waarnemingsmissie NMOG II in de DMZ werden eveneens geïntegreerd. In Kigali en in de DMZ zou ook een bataljon infanterie van 800 manschappen worden ontplooid. De missie zou worden ondersteund door vier multi-inzetbare en twee lichte helikopters. De militairen zouden in vier fases worden ontplooid. Op het einde van de twee fase, zouden er 2548 manschappen zijn. Een klein politiecomponent van zestig agenten zou toezien op de werking van de Rwandese politie.
In december 1993 was de ontplooiing van de missie volop aan de gang. In het noordwesten van Rwanda, in de DMZ en aan de grens met Burundi, bleef de situatie echter gespannen. In november waren bij twee aanvallen zo'n zestig burgers omgebracht nabij de DMZ. In Burundi was, volgend op een staatsgreep, geweld uitgebroken dat vluchtelingen over de grens dreef. Secretaris-generaal Boutros-Ghali raadde dan ook aan de manschappen voor fase 2 zo snel mogelijk en het bataljon voor de DMZ vervroegd te ontplooien. De Veiligheidsraad had gevraagd het met minder manschappen te proberen, maar Boutros-Ghali was van mening dat dat de uitvoering van het mandaat in het gedrang zou brengen.

## Inhoud
De Veiligheidsraad had het rapport van secretaris-generaal Boutros Boutros-Ghali gekregen en was tevreden over de voorruitgang bij de uitvoering van het Arusha-Vredesakkoord, en vooral de oprichting van een overgangsregering, en het status of forces-akkoord voor de vredesmacht. Wel was men bezorgd over gewelddadige incidenten in Rwanda en de gevolgen van de situatie in Burundi voor Rwanda.
Het voorstel over de inzet van UNAMIR en de inzet van het tweede bataljon in de gedemilitariseerde zone werd goedgekeurd. Er werd benadrukt dat verdere steun aan UNAMIR zou afhangen van de uitvoering van het vredesakkoord.

## Verwante resoluties
- Resolutie 872 Veiligheidsraad Verenigde Naties (1993)
- Resolutie 891 Veiligheidsraad Verenigde Naties (1993)
- Resolutie 909 Veiligheidsraad Verenigde Naties
- Resolutie 912 Veiligheidsraad Verenigde Naties

Lijst ·  893 ·  894 ·  895 ·  896 ·  897 ·  898 ·  899 ·  900 ·  901 ·  902 ·  903 ·  904 ·  905 ·  906 ·  907 ·  908 ·  909 ·  910 ·  911 ·  912 ·  913 ·  914 ·  915 ·  916 ·  917 ·  918 ·  919 ·  920 ·  921 ·  922 ·  923 ·  924 ·  925 ·  926 ·  927 ·  928 ·  929 ·  930 ·  931 ·  932 ·  933 ·  934 ·  935 ·  936 ·  937 ·  938 ·  939 ·  940 ·  941 ·  942 ·  943 ·  944 ·  945 ·  946 ·  947 ·  948 ·  949 ·  950 ·  951 ·  952 ·  953 ·  954 ·  955 ·  956 ·  957 ·  958 ·  959 ·  960 ·  961 ·  962 ·  963 ·  964 ·  965 ·  966 ·  967 ·  968 ·  969